# Schlössli Aarau
Das Schlössli ist eine Burg in der Schweizer Stadt Aarau. Es befindet sich am nordöstlichen Rand der Altstadt, stammt aus dem 13. Jahrhundert und ist das älteste erhalten gebliebene Gebäude der Stadt. Heute beherbergt es das Stadtmuseum Aarau in der Nachfolge des Museums Aargau.

## Gebäude
Den Kern der Anlage bildet ein gut erhaltener, 25 Meter hoher mittelalterlicher Wohnturm. Er besteht aus Kalkstein sowie aus aufeinandergeschichteten, grob behauenen Findlingssteinen (Megalithmauerwerk). Sein quadratischer Grundriss hat eine Seitenlänge von 11,25 Metern. Bis in eine Höhe von 17 Metern ist das ursprüngliche Mauerwerk erhalten geblieben. Ab dem zweiten Stockwerk weisen die Ecken des Gebäudes einen rohen Kantenschlag auf. In der Südwand sind die Fenster des zweiten und dritten Stockwerks im spätgotischen Stil. Das oberste Stockwerk wurde 1790 aufgesetzt und war ursprünglich verputzt. Den Abschluss bildet ein Walmdach.
An der Nordseite des Schlössli ist ein Palas aus dem späten 13. oder frühen 14. Jahrhundert angebaut. Dessen Sockelgeschoss besitzt eine ähnliche Mauerdicke wie der Turm, die zwei oberen Stockwerke hingegen sind deutlich dünner ausgeführt. Darüber erhebt sich ein Krüppelwalmdach. Ebenfalls aus dem Jahr 1790 stammt der an der Ostseite anschliessende Treppenturm. Er kann über eine gedeckte Holzbrücke aus dem 19. Jahrhundert erreicht werden, der den einstigen Halsgraben überspannt.
In unmittelbarer Nachbarschaft befindet sich das Haus zum Schlossgarten, das im Jahr 1798 als Regierungssitz der Helvetischen Republik diente und heute das Forum Schlossplatz beherbergt.

## Geschichte
Gemäss dendrochronologischen Untersuchungen entstand das Schlössli im späten 13. Jahrhundert in der Zeit der Gründung der Stadt Aarau durch die Grafen von Kyburg. Womöglich wurde er zusammen mit der Stadtanlage geplant. Frühere Untersuchungen gingen noch von einer Entstehung im 11. Jahrhundert aus. Nach dem Aussterben der Kyburger im Jahr 1263 gelangten die Stadt und die von Ministerialen bewohnte Burg zum Herrschaftsbereich der Habsburger. Die erste urkundliche Erwähnung des Schlössli als «der alte Turm» erfolgte 1334. Diese Bezeichnung diente als Unterscheidung zum etwas jüngeren Turm Rore, der heute in das Rathaus integriert ist.
Die Bewohner der Burg wechselten oft. Bis Mitte des 16. Jahrhunderts handelte es sich zumeist um Rittergeschlechter, auch nach der Eroberung des Aargaus durch die Eidgenossen im Jahr 1415. Es waren dies die Herren von Kienberg, die Herren von Heidegg, die Dienstherrenfamilie Sumer und die Herren von Luternau. Später diente das Schlössli als vornehmer Wohnsitz verschiedener bürgerlicher Familien aus Aarau, darunter die Schmuziger und die Hunziker. Zu Beginn des 17. Jahrhunderts erneuerte man den Oberbau des Palas und deckte den Turm mit einem Walmdach. Der Berner Festungsbaumeister Valentin Friderich nahm 1624 im Innern einen Umbau vor und liess auch das Mauerwerk ausbessern.
1790 erwarb Seidenbandfabrikant Johann Rudolf Meyer das Schlössli. Er liess es um das heutige oberste Stockwerk erhöhen. Hinzu kamen ein neues Dach und ein Treppenhaus an der Ostseite. Das Gebäude spielte eine Rolle bei den von Meyer finanzierten kartografischen Unternehmungen. Dann beherbergte es eine Pension für Schüler der Kantonsschule, die 1802 im benachbarten Amthaus eröffnet wurde.
1808 gelangte die Burg in den Besitz der Familie Herosé, 1862 erwarb sie Oberst Emil Rothpletz. Aus seiner Erbschaft ging sie 1930 als Schenkung an die Einwohnergemeinde Aarau über. Nach einer durchgreifenden Renovation in den Jahren 1931/32 folgte 1939 die Eröffnung des Stadtmuseums. 1975/76 errichtete man südöstlich des Schlössli einen Nachbau einer historischen Mühle aus Bözen. 1978/80 wurden die Fassaden renoviert, 2000 das Dach saniert, 2003 die Fenstergewände restauriert.
2006/07 liess die Stadt eine Studie für eine Erweiterung des Stadtmuseums durchführen. Das Siegerprojekt von Diener & Diener mit Martin Steinmann wurde zwischen 2012 und 2015 realisiert. Es setzte den Erweiterungsbau direkt an die Westseite, erschloss den Altbau mit neuem Treppenhaus und Lift auf fünf Etagen und öffnete das Museum zum Schlossplatz hin. Zugleich wurde das «Schlössli» sanft renoviert und erhielt eine neue Dauerausstellung mit einer Szenografie von EMYL Basel.

## Das Stadtmuseum
Das Schlössli und die Erweiterung von 2015 bilden zusammen das Stadtmuseum Aarau. Mit der Wiedereröffnung 2015 unter der Leitung von Kaba Rössler, den Kuratoren Marc Griesshammer und Dominique Frey sowie dem gesamten Museumsteam wurde eine Neupositionierung eingeleitet. Die Dauerausstellung «100x Aarau» erzählt in 100 Geschichten mit über 1100 Objekten von Aarau. Als Abschluss des Rundgangs stellt im obersten Turmgeschoss eine permanente Camera obscura Installation von Jacqueline Weiss und Kathrin Siebenhaar die Stadt auf den Kopf. Die Leitmedien des 20. Jahrhunderts, Fotografie und Film, stehen im Fokus von Ausstellungen, Veranstaltungen und Kooperationen.